# Cyril Northcote Parkinson
Cyril Northcote Parkinson (Barnard Castle, 30 de julho de 1909 – Cantuária, 9 de março de 1993) foi um professor, historiador, escritor e administrador britânico. Formulador da Lei de Parkinson, segundo a qual o trabalho expande-se de modo a preencher o tempo disponível para sua realização. Escreveu sobre a burocracia e a variação em eficiência.

## Biografia
Educado no Emmanuel College, Cambridge University e King's College London, durante a Segunda Guerra Mundial, ele serviu como professor em várias academias militares no Reino Unido. De 1946 a 1949, ele ensinou História na Universidade de Liverpool e, em 1950, ocupou a cadeira de História na recém-criada Universidade da Malásia em Singapura (agora a Universidade Nacional de Singapura). Com o sucesso de seus livros, ele decidiu renunciar à cátedra em 1958 para se dedicar à escrita.

## Parkinson e sua 'lei'
A lei de Parkinson, que fornece informações sobre uma barreira primária para o gerenciamento eficiente do tempo, afirma que "o trabalho se expande para preencher o tempo disponível para sua conclusão". Isso articula uma situação e uma força inexplicável que muitos passaram a tomar como certo e aceitar. "Exatamente da mesma maneira, ninguém se incomodava e ninguém se importava, antes da época de Newton, por que uma maçã deveria cair no chão quando poderia facilmente voar depois de deixar a árvore", escreveu o editor-chefe do Straits Times, Allington Kennard, que continuou, "Há menos gravidade na Lei do Professor Parkinson, mas dificilmente menos verdade".
Parkinson publicou sua lei pela primeira vez em um artigo satírico humorístico no Economist em 19 de novembro de 1955, com o objetivo de criticar a eficiência da administração pública e da burocracia do serviço público, e o aumento contínuo do número de funcionários e custos relacionados a eles. Esse artigo observou que "políticos e contribuintes assumiram (com ocasionais fases de dúvida) que um total crescente no número de funcionários públicos deve refletir um volume crescente de trabalho a ser feito". A lei examinou duas sub-leis, a Lei da Multiplicação de Subordinados e a Lei da Multiplicação do Trabalho, e forneceu 'provas científicas' da validade delas, incluindo fórmulas matemáticas.
Dois anos depois, a lei foi revisitada quando os novos livros de Parkinson, Parkinson's Law And Other Studies in Administration e Parkinson's Law: Or The Pursuit of Progress foram publicados em 1957.
Em Cingapura, onde ele lecionava na época, isso deu início a uma série de palestras nas quais ele se dirigiu pessoalmente a diversas audiências, na imprensa e nas ondas do rádio, sobre a 'Lei de Parkinson'. Por exemplo, em 16 de outubro de 1957, às 10h, ele falou sobre isso na palestra do programa International Women's Club realizada no YWCA em Raffles Quay. O advento de seu novo livro, bem como uma entrevista durante sua palestra de estreia, foi abordado em um editorial do The Straits Times, logo depois, intitulado "O segredo do coquetel de um professor: eles chegam meia hora atrasados e mudam." Tempo, que também escreveu sobre o livro, observou que seu tema era "um diagnóstico deliciosamente não profissional da doença generalizada do século 20 - orgmanship galopante". Orgmanship, de acordo com Parkinson, era "a tendência de todos os departamentos administrativos de aumentar o número de funcionários subordinados, 'independentemente da quantidade de trabalho (se houver) a ser feito", conforme observado pelo Straits Times. Parkinson, foi relatado, queria rastrear a ilegibilidade das assinaturas, tentando fixar o ponto em uma carreira executiva de sucesso em que a caligrafia se torna sem sentido, mesmo para o próprio executivo".
O editorial do editor-chefe do Straits Times, Allington Kennard, "Duas vezes a equipe para metade do trabalho", em meados de abril de 1958, abordou outros aspectos ou sub-leis, como a Lei da Trivialidade de Parkinson e também outras áreas interessantes, embora perigosas. como "o problema da idade de aposentadoria, como não pagar imposto de renda de Cingapura quando milionário, o ponto de desaparecimento do interesse em altas finanças, como se livrar do presidente da empresa" etc. O autor apoiou a Lei da Trivialidade de Parkinson — que afirma que "O tempo gasto em qualquer item de uma agenda é inversamente proporcional à soma envolvida", com um exemplo local em que o Conselho Municipal de Cingapura levou "seis horas para escolher um novo homem para o gás e duas e uma meio minuto para aprovar um orçamento de US$ 100 milhões." É possível que o livro, por mais engraçado que seja, tenha tocado um ponto sensível da administração da época. Como JD Scott, em sua resenha do livro de Parkinson duas semanas depois, observa: "Claro, a Lei de Parkinson, como toda sátira, é séria — não seria tão cômica se não fosse — e porque é séria haverá haver algum aborrecimento e até consternação sob os sorrisos".
Sua celebridade não permaneceu local. Parkinson viajou para a Inglaterra, chegando lá a bordo do P. & O. Canton, no início de junho de 1958, conforme relatado pela Reuters, e foi capa do Straits Times em 9 de junho. Reportando de Londres no sábado, 14 de junho de 1958, Hall Romney escreveu: "Prof. C. N. Parkinson, da Universidade da Malásia, cujo livro, Parkinson's Law vendeu mais de 80 000 cópias, teve muita publicidade desde que chegou em Inglaterra no Cantão." Romney observou que "uma entrevista na televisão foi arranjada, um perfil dele apareceu em um jornal intelectual de domingo, os colunistas deram a ele quase tanto espaço quanto deram a Leslie Charteris, e ele foi homenageado pelo Institute of Directors, cuja recepção contou com a presença de muitos dos homens mais notáveis da vida comercial de Londres". então, de repente, a sátira foi respondida com alguma honestidade quando, como outro comunicado da Reuters republicado no Straits Times sob o título, Parkinson's Law at work in the UK," citou, "Um comitê PARLAMENTAR, cujo trabalho é garantir que os departamentos do governo britânico não desperdicem o dinheiro do contribuinte, disse ontem que estava alarmado com a taxa de pessoal aumenta em certas seções do Ministério da Guerra. Almirantado e Ministério da Aeronáutica…" Em março de 1959, mais publicidade ocorreu quando a Marinha Real em Cingapura se ressentiu de uma observação que Parkinson havia feito durante sua palestra, sobre seu novo livro sobre o desperdício de dinheiro público, em Manchester, pouco antes. Parkinson teria dito que "a Grã-Bretanha gastou cerca de $ 500 milhões construindo uma base naval lá [Singapura] e a única frota que a usou foi a japonesa". Um porta-voz da marinha, então, tentando contrariar essa afirmação, disse que a base da Marinha Real em Cingapura só foi concluída em 1939 e, embora tenha sido confirmado que os japoneses a usaram durante a Segunda Guerra Mundial, ela foi usada extensivamente. pela frota do Extremo Oriente da Marinha Real, após a guerra. Professor Emérito de Estudos Japoneses na Universidade de Oxford, Richard Storry, escrevendo no Oxford Mail, 16 de maio de 1962, observou: "A queda de Cingapura ainda é vista com raiva e vergonha na Grã-Bretanha".
Na quinta-feira, 10 de setembro de 1959, às 22h, os ouvintes da Radio Singapore puderam experimentar seu livro, Parkinson's Law, com música de Nesta Pain. O programa serializado continuou até o final de fevereiro de 1960. Parkinson e a lei de Parkinson continuaram a aparecer nos jornais de Cingapura ao longo das décadas.

## Trabalhos publicados
Série de romances navais de Richard Delancey
- The Devil to Pay (1973)(2)
- The Fireship (1975)(3)
- Touch and Go (1977)(4)
- Dead Reckoning (1978)(6)
- So Near, So Far (1981)(5)
- The Guernseyman (1982)(1)

Outra ficção náutica
- Manhunt (1990)

Outra ficção
- Ponies Plot (1965)

Biografias de personagens fictícios
- The Life and Times of Horatio Hornblower (1970)
- Jeeves: A Gentleman's Personal Gentleman (1979)

História naval
- Edward Pellew, Viscount Exmouth (1934)
- The Trade Winds, Trade in the French Wars 1793–1815 (1948)
- Samuel Walters, Lieut. RN (1949)
- War in the Eastern Seas, 1793–1815 (1954)
- Trade in the Eastern Seas (1955)
- British Intervention in Malaya, 1867–1877 (1960)
- Britannia Rules (1977)
- Portsmouth Point, The Navy in Fiction, 1793–1815 (1948)

Outras obras de não ficção
- The Rise of the Port of Liverpool (1952)
- Parkinson's law (1957)
- The Evolution of Political Thought (1958)
- The Law and the Profits (1960)
- In-Laws and Outlaws (1962)
- East and West (1963)
- Parkinsanities (1965)
- Left Luggage (1967)
- Mrs. Parkinson's Law: and Other Studies in Domestic Science (1968)
- The Law of Delay (1970)
- The fur-lined mousetrap (1972)
- The Defenders, Script for a "Son et Lumière" in Guernsey (1975)
- Gunpowder, Treason and Plot (1978)
- The Law, or Still in Pursuit (1979)

Gravações de áudio
- Discusses Political Science with Julian H. Franklin (10 LPs) (1959)
- Explains "Parkinson's Law" (1960)